# Insomnies (X-Files)
Pour les articles homonymes, voir Insomnie (homonymie).
Insomnies (Sleepless) est le 4e épisode de la saison 2 de la série télévisée X-Files. Dans cet épisode, Mulder se voit assigner un nouveau partenaire, Alex Krycek, lors d'une enquête qui met au jour des expériences sur des soldats américains pendant la guerre du Viêt Nam ayant pour but de les priver de sommeil.
L'épisode marque la première apparition à l'écran des personnages d'Alex Krycek et de Monsieur X. Il a obtenu des critiques favorables.

## Résumé
À New York, le docteur Saul Grissom appelle les pompiers car un incendie s'est déclaré dans son appartement. Quand les secours arrivent, ils trouvent le corps sans vie de Grissom mais aucune trace d'incendie. Mulder reçoit anonymement une cassette de l'appel de Grissom et persuade Skinner de le mettre sur l'affaire. Il doit néanmoins faire équipe avec l'agent Alex Krycek, qui a ouvert le dossier. Scully effectue l'autopsie de Grissom et conclut que, bien que le corps ne porte aucune trace de brûlures, le docteur était persuadé qu'il était en train de prendre feu.
Pendant ce temps, Henry Willig, un vétéran de la guerre du Viêt Nam, reçoit la visite d'Augustus Cole, un de ses anciens camarades d'unité. Willig croit soudainement voir des Vietnamiens armés qui lui tirent dessus et s'écroule. Il est retrouvé mort, et Mulder et Krycek apprennent qu'il était l'un des deux survivants d'un commando de bérets verts, l'autre étant Cole. Ce dernier est censé être interné dans un hôpital de vétérans mais Mulder et Krycek découvrent qu'il a été libéré il y a quelques jours bien que le docteur responsable n'en garde aucun souvenir. Mulder rencontre ensuite Monsieur X, son nouvel informateur, qui lui parle d'un projet militaire secret mené à bien pendant la guerre du Viêt Nam et visant à ce que les membres d'une unité spéciale n'aient plus besoin de sommeil afin d'accroître leur efficacité au combat. Il lui donne également le nom de Salvatore Matola, un autre membre de cette unité qui a survécu à l'insu de tous.
Après un autre incident impliquant Cole, à l'issue duquel deux policiers se tirent mutuellement dessus, Mulder en vient à penser que la privation de sommeil de Cole l'a doté de la capacité d'extérioriser ses rêves dans la réalité. Mulder et Krycek interrogent Matola, qui leur révèle qu'il n'a pas dormi depuis 24 ans en raison des expériences menées sur lui par les docteurs Grissom et Girardi. Comprenant que Cole veut accomplir sa vengeance sur les hommes qui l'ont transformé en machine à tuer, les deux agents se rendent à la gare, où le train conduisant Girardi à New York doit arriver. Mulder repère Girardi et Cole mais celui-ci utilise son pouvoir pour s'échapper avec le docteur. Les deux agents retrouvent Cole et celui-ci, voulant désormais en finir, persuade Krycek qu'il tient une arme. Krycek lui tire dessus et le tue. Plus tard, Mulder et Scully découvrent que tous les éléments de l'enquête ont été volés. De son côté, Krycek remet son rapport à l'homme à la cigarette et lui confie que la fermeture des affaires non classées n'a rien résolu et que Scully est un problème plus important que prévu.

## Distribution
- David Duchovny : Fox Mulder
- Gillian Anderson : Dana Scully
- Mitch Pileggi : Walter Skinner
- Nicholas Lea : Alex Krycek (VF : Guy Chapellier)
- Jon Gries : Salvatore Matola
- Steven Williams : Monsieur X
- Tony Todd : Augustus Cole
- William B. Davis : l'homme à la cigarette

## Production
Howard Gordon, qui fait ses débuts en solo sur la série, écrit d'abord un scénario sur le sujet de recherches agricoles mais le trouve très mauvais. Sous la pression, il souffre alors d'insomnies dues à l'anxiété et s'inspire de celles-ci pour écrire son scénario. Il mêle cette idée au thème des super-soldats sur lequel Chris Carter avait commencé à écrire un script lors de la première saison avant de l'abandonner. Carter note que l'élément qu'il apprécie le plus dans l'épisode est qu'il révèle que ce qui nous tourmente est évacué dans les rêves et que les personnages sont constamment hantés par leurs souvenirs car ils sont privés de sommeil.
L'épisode marque la première apparition à l'écran des personnages d'Alex Krycek et de Monsieur X. Le rôle de Krycek est d'abord proposé à Callum Keith Rennie mais celui-ci le décline car il ne veut pas s'engager dans un rôle récurrent. Rob Bowman, qui avait réalisé l'épisode Masculin-féminin dans lequel Nicholas Lea tenait un rôle secondaire et l'avait remarqué, le recommande alors pour le personnage de Krycek. Le personnage de X devait initialement être une femme mais l'actrice Natalia Nogulich, choisie pour le rôle, ne tourne qu'une seule scène car son alchimie avec David Duchovny n'est pas jugée satisfaisante. C'est alors Steven Williams, un acteur qui avait déjà travaillé avec Glen Morgan et James Wong sur la série 21 Jump Street, qui la remplace au pied levé.
Rob Bowman et son directeur de la photographie John Bartley innovent sur le tournage en éclairant plusieurs plans de la scène où Mulder et Krycek traquent Cole uniquement à l’aide de lampes torches. Jugeant remarquable le travail de réalisation de Bowman sur l'épisode, et notamment ses plans effectués à l'aide de grues, Chris Carter lui propose de devenir l'un des metteurs en scène réguliers de la série et d'intégrer l'équipe de production.

## Accueil

### Audiences
Lors de sa première diffusion aux États-Unis, l'épisode réalise un score de 8,6 sur l'échelle de Nielsen, avec 15 % de parts de marché, et est regardé par 13,4 millions de téléspectateurs.

### Accueil critique
L'épisode recueille des critiques globalement favorables. Dans leur livre sur la série, Robert Shearman et Lars Pearson lui donnent la note de 4/5. Le magazine Entertainment Weekly lui donne la note de B+, estimant que « l'interprétation de Tony Todd élève une histoire correcte au rang de remarquable ». John Keegan, du site Critical Myth, lui donne la note de 7/10. Zack Handlen, du site The A.V. Club, évoque un épisode solide dont le scénario « assez standard » est renforcé par la présence menaçante de Tony Todd ainsi que l'introduction des personnages de Monsieur X et d'Alex Krycek.
En France, le site Le Monde des Avengers lui donne la note de 3/4. Pour le site Daily Mars, cet épisode « raconte avec profondeur et efficacité une histoire intéressante et émotionnellement nuancée » et « le niveau est relevé par le travail étonnant de Rob Bowman ».

### Distinctions
En 1995, Stephen Mark est nommé pour cet épisode à l'Emmy Award du meilleur montage pour une série.